# Stickle Bricks
Stickle Bricks er en type konstruktionslegetøj, der primært er henvendt til småbørn, som blev opfundet af Denys Fisher i 1969. Fra 2001 til 2008 blev de distribueret i Storbritannien af GP Flair. Varemærket er i dag ejet af Hasbro og fra 2016 var det udliciteret til Flair Leisure Products plc.
De individuelle sickle bricks er ensfarvede plastik-brikker på nogle så centimeter, der på én eller flere sider "børste" i form af små plastikfingre. Fingrene på to brikker kan sættes sammen, hvilket gør det muligt at konstruere større former.
De findes i en række klare farver og i forskellige former, hvor trekant, kvadrat og rektangulære brikker er en del af standardsættende. Mange nyere sæt inkludere andre typer som hoveder, jul og teddybjørn.

## Lignende legetøj
Adskillige firmaer fremstiller lignende legetøj, men ikke alle er kompatible med stickle bricks. Blandt disse produkter er "Nopper", "Bristle Blocks", "Fun Bricks", "Clipo", "Krinkles", "Multi-Fit" og "Thistle Blocks".